# Bělotín
Bělotín – miejscowość i gmina (obec) w Czechach, w kraju ołomunieckim, w powiecie Przerów. W 2022 roku liczyła 1793 mieszkańców.
W miejscowości jest przystanek kolejowy Bělotín, a w pobliżu stoi pomnik europejskiego działu wodnego.